# 말리아뱅 미분
확률론에서, 말리아뱅 미분(Malliavin微分, 영어: Malliavin derivative)은 위너 공간 위에 정의된 실수 값 함수에 대하여 정의되는 미분 연산이다.:§6 말리아뱅 미분은 바나흐 공간의 프레셰 미분과 달리, 극한이 오직 위너 공간의 부분 힐베르트 공간의 방향에 대하여 존재하는 것만을 요구한다. 그 에르미트 수반은 스코로호드 적분(Скороход積分, 영어: Skorohod integral)이라고 하며, 이는 이토 적분의 일반화이다.

## 정의
다음이 주어졌다고 하자.
- 위너 공간 {\displaystyle (E,H,\mu )}
- 연속 함수 {\displaystyle f\colon E\to \mathbb {R} }
- 원소 {\displaystyle x\in E}
- 원소 {\displaystyle y\in H}

그렇다면, 만약 다음 조건이 성립한다면, {\displaystyle F}가 {\displaystyle x}에서 말리아뱅 미분 가능하다고 하며, {\displaystyle F}의 {\displaystyle x}에서의 말리아뱅 미분이 {\displaystyle y}라고 한다.:Definition 6.3
힐베르트 내적 위상에서 0으로 수렴하는 임의의 열 {\displaystyle (z_{i})_{i=0}^{\infty }\to 0}에 대하여 ({\displaystyle z_{i}\neq 0\forall i\in \mathbb {N} }),
{\displaystyle \lim _{i\to \infty }{\frac {f(x+z_{i})-f(x)-\langle y,z_{i}\rangle _{H}}{\sqrt {\langle z_{i},z_{i}\rangle }}}\to 0}
이를
{\displaystyle y=\mathrm {D} _{x}f}
로 표기한다.

## 성질
말리아뱅 미분은 다음과 같은 꼴의 비(非)유계 연산자를 이룬다.
{\displaystyle \mathrm {D} \colon (\operatorname {dom} D\subseteq \operatorname {L} ^{2}(W,\mu ;\mathbb {R} ))\to \operatorname {L} ^{2}(W,\mu ;H)}
{\displaystyle \mathrm {D} \colon f\mapsto (x\mapsto \mathrm {D} _{x}f\in H)}
여기서, 말리아뱅 미분의 정의역
{\displaystyle \operatorname {dom} \mathrm {D} \subseteq \operatorname {L} ^{2}(W,\mu ;\mathbb {R} )}
은 힐베르트 공간 {\displaystyle \operatorname {L} ^{2}(W,\mu ;\mathbb {R} )}의 조밀 집합인 부분 벡터 공간이다. 또한, 이는 닫힌 작용소이다. 즉, 그 그래프
{\displaystyle \operatorname {graph} \mathrm {D} =\{(f,\mathrm {D} f)\colon f\ in\operatorname {dom} \mathrm {D} \subseteq \operatorname {L} ^{2}(W,\mu ;\mathbb {R} ))\oplus \operatorname {L} ^{2}(W;H)}
는 {\displaystyle \operatorname {L} ^{2}(W,\mu ;\mathbb {R} ))\oplus \operatorname {L} ^{2}(W;H)} 속의 닫힌집합이다.

### 스코로호드 적분
말리아뱅 미분은 조밀 집합 위에 정의된 닫힌 작용소이므로, 말리아뱅 미분의 에르미트 수반
{\displaystyle \delta \colon (\operatorname {im} \mathrm {D} \subseteq \operatorname {L} ^{2}(W,\mu ;H))\to \operatorname {L} ^{2}(W,\mu ;\mathbb {R} )}
를 정의할 수 있으며, 이 역시 조밀 집합 위에 정의된 닫힌 작용소이다. 이를 스코로호드 적분이라고 한다.
이토 적분은 스코로호드 적분의 특수한 경우이다.

## 역사
말리아뱅 적분은 프랑스의 수학자 폴 말리아뱅(프랑스어: Paul Malliavin, IPA: [pɔl maljavɛ̃])이 도입하였다. 스코로호드 적분은 아나톨리 볼로디미로비치 스코로호드(우크라이나어: Анато́лій Володи́мирович Скорохо́д, 러시아어: Анато́лий Влади́мирович Скорохо́д 아나톨리 블라디미로비치 스코로호트[*], 1930〜2011)가 도입하였다.

## 참고 문헌
1. 1 2  Eldredge, Nathan (2016). “Analysis and probability on infinite-dimensional spaces”. arXiv:1607.03591.